# Jeanne Eagels (film)
Jeanne Eagels is een Amerikaanse film uit 1957 onder regie van George Sidney. De film is losjes gebaseerd op het leven van theateractrice Jeanne Eagels.

## Verhaal
De film begint aan het einde van de jaren 10. Jeanne Eagels is een serveerster die in Kansas City meedoet aan een schoonheidswedstrijd op een kermis. Hoewel ze de wedstrijd niet wint, dringt ze zich op aan de baas van de wedstrijd, Sal Satori, die haar met enige aarzeling met zich meeneemt. Jeanne en Sal worden al snel verliefd op elkaar. Sal belooft van Jeanne een grote ster te maken, maar verder dan verschillende klussen op kermissen komen ze niet. Nadat ze op een avond gearresteerd wordt omdat ze te uitdagend danst op het podium, besluit Sal dat de kermis hun geen toekomst biedt.
Sal en Jeanne verhuizen naar New York, waar Jeanne acteerlessen neemt bij Nellie Neilson, die later haar manager wordt. Aanvankelijk is dit niet wat Sal wenste: hij hoopte met Jeanne te settelen en een familie te stichten. Denkend dat ze gauw interesse zal verliezen in acteren, laat hij Jeanne haar gang gaan. Na enkele tijd groeit Jeanne uit tot een succesvol theateractrice. Sal merkt dat Jeanne enkel oog heeft voor de faam die ze krijgt en hij verlaat haar. Jeanne papt vervolgens aan met de welvarende John Donahue. Ondertussen groeit ze uit tot een van de bekendste sterren van het land.
Op een dag komt Jeanne de uitgerangeerde, alcoholistische actrice Elsie Desmond tegen. Elsie vraagt Jeanne om haar te helpen aan de hoofdrol in het toneelstuk Rain, dat opgevoerd zal worden op Broadway. Jeanne belooft haar te helpen, maar gaat er uiteindelijk op slinkse wijze zelf met de rol vandoor. Vlak voor de première confronteert Elsa haar met het verraad en ook Sal keert Jeanne de rug toe. Niettemin levert de actrice een gedenkwaardige prestatie. Enige tijd later gaat ze naar Elsies appartement om met haar te praten en komt ze tot de ontdekking dat zij zelfmoord heeft gepleegd.
Vanaf dat moment begint de keerzijde voor Jeanne. Overladen door schuldgevoel raakt ze verslaafd aan alcohol. Ze trouwt met John, maar dit blijkt een huwelijk zonder passie of liefde. Door haar alcoholisme raakt ze ontspoord, met als gevolg dat veel van haar optredens worden geannuleerd. Op de avond van een belangrijke toneeluitvoering valt ze flauw op het podium. Haar bazen reageren vol walging en verbieden Jeanne om ooit nog op Broadway op te treden. Sal is een van de weinigen die met haar meeleeft en biedt haar een baan aan bij de vaudeville. Door deze grote stap terug in haar carrière belandt Jeanne in een depressie. Ze probeert haar troost te vinden bij Sal, maar hij wijst haar af. Die avond wordt ze aangerand door een van haar collega's. Hierna maakt ze een eind aan haar leven door een overdosis pillen te nemen. Enkele dagen later woont een emotionele Sal de première bij van Jeanne's laatste film.

## Rolbezetting
| Acteur          | Personage            |
| --------------- | -------------------- |
| Kim Novak       | Jeanne Eagels        |
| Jeff Chandler   | Sal Satori           |
| Agnes Moorehead | Nellie Neilson       |
| Charles Drake   | John Donahue         |
| Larry Gates     | Al Brooks            |
| Virginia Grey   | Elsie Desmond        |
| Gene Lockhart   | President van beraad |
| Joe De Santis   | Frank Satori         |
| Murray Hamilton | Chick O'Hara         |

## Achtergrond
Hoewel de film is gebaseerd op het leven van Jeanne Eagels, zijn veel feiten aangepast of verzonnen. Voor Kim Novak was het de eerste film waarin ze een ongedeelde hoofdrol speelde. Studio-eigenaar Harry Cohn hoopte dat Novak met deze film haar bekwaamheden als actrice kon laten zien. De actrice wist zichzelf niet te bewijzen als serieuze actrice. De pers noemde de film 'saai' en was niet te spreken over Novak. Naderhand was Novak uitgeput. Mede omdat ze slechts $13.000 kreeg betaald voor haar rol ontsloeg ze haar agent en verwaarloosde ze haar volgende filmrol.